# Passerelle Debilly
Passerelle Debilly – most dla pieszych łączący paryskie bulwary New-York i Branly. 

## Historia
W 1898 zarządzający przygotowaniami do wystawy światowej w 1900 Alfred Picard zarządził budowę prowizorycznej żelaznej przeprawy dla ruchu pieszego, która miała ukazywać techniczny poziom Francuzów i zarazem ułatwiać ruch przyszłym zwiedzającym. Projekt przeprawy wykonał Jean Résal, znany już z wykonania Pont d'Alexandre III oraz Pont d’Austerlitz. 
Przeprawa otrzymała nazwę Passerelle de l'Exposition militaire (Wystawy wojskowej), następnie Passerelle de Magdebourg, zanim przybrała noszone po dziś dzień imię Jeana Debilly’ego, generała epoki napoleońskiej zabitego pod Jeną-Auerstedt. W 1906, po zakończeniu wystawy, zdecydowano o pozostawieniu przeprawy na stałe jako własności miasta. W 1941 istniał wprawdzie projekt jego rozbiórki, jednak ostatecznie planów tych nie zrealizowano. W latach 90. XX wieku most przechodził remont i został udekorowany drewnem drzew tropikalnych. Most jest obok Wieży Eiffla drugim paryskim zabytkiem metalurgii zaklasyfikowanym jako zabytek o szczególnej wartości historycznej. W 1989, na kilka dni przed upadkiem Muru Berlińskiego na moście znaleziono ciało dyplomaty niemieckiego, który, jak się później okazało, pracował dla wywiadu NRD. 
W 2002 Brian De Palma kręcił tutaj film Femme fatale.